# فرودگاه جاده مک‌کینون
فرودگاه جاده مک‌کینون (به انگلیسی: Mackinnon Road Airport) یک فرودگاه همگانی، غیرنظامی است که یک باند فرود سنگفرش دارد و طول باند آن ۱۱۳۰ متر است. این فرودگاه در کشور کنیا قرار دارد و در ارتفاع ۳۶۰ متری از سطح دریا واقع شده است.